# Poleriogambiet
Het Poleriogambiet is een tweetal gambieten in de opening van een schaakpartij.

## Poleriogambiet binnen het koningsgambiet
Dit gambiet is een variant in de schaakopening Koningsgambiet, ingedeeld bij de open spelen.
De beginzetten van de variant zijn:
1. e4 e5
2. f4 exf4
3. Pf3 g5
4. Lc4 g4
5. 0-0

De variant is ontstaan in de 16e eeuw. Giulio Polerio werd omstreeks 1550 in Italië geboren. In 1574 heeft hij veel van de openingen en hun varianten die toen bekend waren, op schrift gesteld.
Het Poleriogambiet wordt ook wel het Muziogambiet genoemd.

## Poleriogambiet binnen de koningspionopening
Het Poleriogambiet is ook een variant in de koningspionopening, bij het tweepaardenspel. Het is een variant van het Ulvestadgambiet. Dit gambiet is ingedeeld bij de open spelen.
Het begint met de zetten
1. e4 e5
2. Pf3 Pc6
3. Lc4 Pf6
4. Pg5 d5
5. exd5 Pa5